# Белфонт (Кентаки)
Белфонт (енгл. Bellefonte) град је у америчкој савезној држави Кентаки.

## Демографија
По попису из 2010. године број становника је 888, што је 51 (6,1%) становника више него 2000. године.
| Група             | 2000.       | 2010.       |
| Белци             | 825 (98,6%) | 833 (93,8%) |
| Афроамериканци    | 1 (0,1%)    | 9 (1,0%)    |
| Азијати           | 7 (0,8%)    | 23 (2,6%)   |
| Хиспаноамериканци | 0 (0,0%)    | 15 (1,7%)   |
| Укупно            | 837         | 888         |